# Takafumi Akahoshi
Takafumi Akahoshi (jap. 赤星貴文 Akahoshi Takafumi; ur. 27 maja 1986 w Fuji, w prefekturze Shizuoka) – japoński piłkarz, występujący na pozycji pomocnika.

## Kariera klubowa
Akahoshi zaczynał karierę w klubie Shimizu S-Pulse, jednakże od 2005 roku występował w Urawa Red Diamonds, w którego barwach zadebiutował w seniorskim futbolu. W 2008 roku został na jeden sezon wypożyczony do drugoligowego Mito HollyHock. W 2009 roku opuścił Urawa Red Diamonds i występował w takich zespołach jak Montedio Yamagata i Zweigen Kanazawa. Na początku 2010 roku Akahoshi był testowany przez Śląsk Wrocław, ale ostatecznie nie zdecydowano się podpisać z nim kontraktu. Pod koniec lutego 2010 roku polskie media podały informacje, iż Akahoshi podpisał półroczną umowę z innym polskim klubem, ŁKS-em Łódź, lecz doniesienia te zostały zdementowane. Po nieudanych próbach podpisania kontraktu w Polsce, Japończyk wyjechał z ojczyzny i przeniósł się do łotewskiego Liepājas Metalurgs. W barwach Metalurgsa Akahoshi wystąpił w europejskich pucharach przeciwko czeskiej Sparcie Praga.
27 stycznia 2011 roku Akahoshi podpisał kontrakt z pierwszoligową Pogonią Szczecin, z którą w sezonie 2011/2012 wywalczył awans do Ekstraklasy. W najwyższej klasie rozgrywkowej w Polsce zadebiutował 17 sierpnia 2012 roku w wygranym 4:0 meczu przeciw Zagłębiu Lubin, a w pierwszym sezonie w tej lidze rozegrał łącznie 27 meczów, w których strzelił dwie bramki. Najlepszy dla Japończyka był sezon 2013/2014, gdy Akahoshi uplasował się w czołówce najlepszych asystentów Ekstraklasy, zaliczając ich 12. Wraz ze swoim rodakiem Takuyą Murayamą i Marcinem Robakiem stworzył trio, które zdobyło łącznie 33 bramki i 19 asyst.
24 lipca 2014 roku potwierdzono transfer Akahoshiego z Pogoni Szczecin do rosyjskiego beniaminka ekstraklasy FK Ufa. W Rosji Akahoshi zagrał w trzech meczach, po czym na zasadzie wypożyczenia wrócił do Pogoni. Po sezonie Japończyk rozwiązał kontrakt z rosyjskim klubem i podpisał dwuletnią umowę z Pogonią. Na początku 2017 roku Akahoshi przeszedł do tajskiego Ratchaburi FC.
Łącznie Akahoshi rozegrał dla drużyny Pogoni 156 spotkań, w których strzelił 20 bramek. Stał się tym samym obcokrajowcem z największą liczbą występów w koszulce Pogoni w historii. Zakończył karierę piłkarską w 2019 w indonezyjskim klubie Arema FC.

## Kariera reprezentacyjna
Akahoshi ma za sobą występy w młodzieżowych reprezentacjach Japonii U-16, U-17, U-18 i U-20.

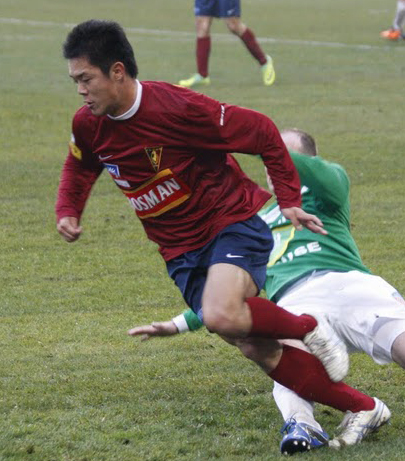
Takafumi Akahoshi w meczu pierwszej ligi (2011)

## Statystyki kariery klubowej
Aktualne na 28 grudnia 2016 roku
| Klub               | Sezon             | Liga              | Liga  | Liga   | Puchar kraju | Puchar kraju | Suma  | Suma   |
| Klub               | Sezon             | Liga              | Mecze | Bramki | Mecze        | Bramki       | Mecze | Bramki |
| ------------------ | ----------------- | ----------------- | ----- | ------ | ------------ | ------------ | ----- | ------ |
| Urawa Red Diamonds | 2005 (j.)         | J-League          | 2     | 0      | 0            | 0            | 2     | 0      |
| Urawa Red Diamonds | 2006              | J-League          | 0     | 0      | 0            | 0            | 0     | 0      |
| Urawa Red Diamonds | 2007              | J-League          | 0     | 0      | 0            | 0            | 0     | 0      |
| Mito HollyHock     | 2008              | J-League          | 41    | 8      | 0            | 0            | 41    | 8      |
| Urawa Red Diamonds | 2009 (w.)         | J-League          | 0     | 0      | 0            | 0            | 0     | 0      |
| Montedio Yamagata  | 2009 (j.)         | J-League          | 8     | 0      | 0            | 0            | 8     | 0      |
| Zweigen Kanazawa   | 2010 (w.)         | J-League          | 15    | 1      | 0            | 0            | 15    | 1      |
| Liepājas Metalurgs | 2010 (j.)         | Virslīga          | 15    | 6      | 0            | 0            | 15    | 6      |
| Pogoń Szczecin     | 2010/11 (w.)      | I liga            | 13    | 3      | 0            | 0            | 13    | 3      |
| Pogoń Szczecin     | 2011/12           | I liga            | 28    | 3      | 0            | 0            | 28    | 3      |
| Pogoń Szczecin     | 2012/13           | Ekstraklasa       | 27    | 2      | 1            | 0            | 28    | 2      |
| Pogoń Szczecin     | 2013/14           | Ekstraklasa       | 35    | 7      | 1            | 0            | 36    | 7      |
| FK Ufa             | 2014/15 (j.)      | Priemjer-Liga     | 2     | 0      | 1            | 0            | 3     | 0      |
| Pogoń Szczecin     | 2014/15 (w.)      | Ekstraklasa       | 12    | 0      | 0            | 0            | 12    | 0      |
| Pogoń Szczecin     | 2015/16           | Ekstraklasa       | 32    | 5      | 1            | 0            | 33    | 5      |
| Pogoń Szczecin     | 2016/17 (j.)      | Ekstraklasa       | 9     | 0      | 3            | 0            | 12    | 0      |
| Pogoń Szczecin     | Ogółem w Pogoni   | Ogółem w Pogoni   | 156   | 20     | 6            | 0            | 162   | 20     |
| Ogółem w karierze  | Ogółem w karierze | Ogółem w karierze | 239   | 35     | 7            | 0            | 246   | 35     |

## Sukcesy
- Awans do Ekstraklasy: 2011/2012
- Puchar Japonii: 2005